# داگن (کالیفرنیا)
داگن (به انگلیسی: Dagon) یک منطقهٔ مسکونی در ایالات متحده آمریکا است که در شهرستان آمادور، کالیفرنیا واقع شده‌است. داگن ۸۰ متر بالاتر از سطح دریا واقع شده‌است.